# Sam Sullivan
Sam Sullivan (Vancouver, 13 novembre 1959) è un politico canadese, sindaco di Vancouver dal 2005 al 2008 e membro dell'Assemblea legislativa della Columbia Britannica dal 2013.
È tetraplegico dall'età di 19 anni a causa di un incidente sugli sci.

## Biografia
Dopo l'incidente che lo ha lasciato quasi completamente paralizzato, ha sofferto di depressione per sette anni. Ha poi conseguito una laurea triennale in amministrazione alla Simon Fraser University e ha fondato sei organizzazioni non-profit dedicate al miglioramento delle condizioni di vita delle persone disabili in Nord America. In riconoscimento del suo impegno in favore dei diritti dei disabili gli è stata conferita la massima onorificenza del suo Paese, l'Ordine del Canada.
Nel 1993 viene eletto per la prima volta nel consiglio comunale di Vancouver, dove rimane per 15 anni.
Il 19 novembre 2005 viene eletto sindaco di Vancouver con il 47,34% dei voti. Come sindaco ha preso parte alla Cerimonia di chiusura dei XX Giochi olimpici invernali a Torino nella tradizionale cerimonia del passaggio di consegne dove ha ricevuto la bandiera olimpica da Sergio Chiamparino. Non potendo sventolare la bandiera, fece costruire uno speciale supporto sulla sedia a rotelle dove poterla poggiare mentre muoveva avanti e indietro la carrozzina. Sullivan dichiarò di essersi allenato a farlo da solo di notte in un parcheggio attirando anche inavvertitamente l'attenzione della polizia. Dopo il ritorno da Torino, ricevette diverse lettere da parte di persone disabili che raccontavano di come il suo gesto e la sua volontà di non sottrarsi alla cerimonia li avevano ispirati a cercare di vivere al meglio la propria condizione.
Nel 2013 si candida per il Partito Liberale all'Assemblea legislativa della Columbia britannica nel collegio di Vancouver-False Creek venendo eletto con 11.328 voti contro i 7.981 voti dell'avversario Matt Toner. È stato rieletto nel 2017.